# Вишнёвка (Приморский край)
Вишнёвка — село в Спасском районе Приморского края. Входит в состав Краснокутского сельского поселения.

## География
Село Вишнёвка расположено юго-восточнее города Спасск-Дальний, до которого около 15 км. Стоит на правом берегу реки Кулешовка.
Дорога к селу Вишнёвка идёт от автотрассы «Уссури» через село Красный Кут, до которого около 8 км, до города Спасск-Дальний. На юго-восток от села Вишнёвка идёт дорога к селу Евсеевка.

## Население
| 1900 | 1910 | 1912 | 1915 | 1923 | 1926  | 2002 |
| ---- | ---- | ---- | ---- | ---- | ----- | ---- |
| 259  | ↗591 | →591 | ↗933 | ↘877 | ↗1036 | ↘765 |
| 2003 | 2010 |      |      |      |       |      |
| ↘746 | ↘696 |      |      |      |       |      |

## Улицы
| - пер. Берёзовый, - ул. Зелёная, - ул. Колхозная, | - пер. Лесной, - ул. Новая, - ул. Пионерская, | - пер. Садовый, - пер. Тихий, - пер. Школьный. |

## Экономика
Сельскохозяйственные предприятия Спасского района.